# منية سمارة
مُنيَة سَمارة (1954–2000) أديبة وكاتبة ومترجمة أدبيّة وصحفية فلسطينية، ولدت في مدينة طولكرم بفلسطين، كتبت في معظم الصحف العربية، وراسلت الصحف الفلسطينية منذ عام 1983 وحتى عام 1990، وكانت عضوة في لجنة التراث الشعبي الفلسطيني، كما أعدت العديد من البرامج التلفزيونية لمحطات عربية مختلفة، لها مجموعة كبيرة من المؤلفات الأدبية والكتب والأعمال، كما اشتهرت بترجمتها لكتابي «رحلة نيكوس كازانتزاكيس إلى مصر» و«رحلة نيكوس كازانتزاكيس إلى فلسطين».

## نشأتها وسيرتها
وُلدت منية سمارة في مدينة طولكرم الفلسطينية عام 1954، تلقت تعليمها في مدارس مدينتها طولكرم، ثم التحقت بالجامعة وحصلت على درجة البكالوريوس، وبعد إنهاء دراستها الجامعية حصلت على درجة الماجستير في العلاقات الدولية.
كتبت منية سمارة في معظم الصحف العربية، وراسلت الصحف الفلسطينية منذ عام 1983 حتى عام 1990، كما كانت عضوة في لجنة التراث الشعبي الفلسطيني، وأعدت العديد من البرامج التلفزيونية لمحطات عربية مختلفة.

## مؤلفاتها وأعمالها
لها مجموعة كبيرة من المؤلفات الأدبية والكتب والأعمال، منها:
- «ماتدراجولا»، مسرحية، 1979.
- «الرحيل إلى الداخل»، مسرحية، 1980.
- «سيناريو المعتقلات الصهيونية»، 1983.
- «زهرة الجبل»، مُسلسل أنمي، ترجمة، 1985.
- «ميغيل ليتين: سينمائي من تشيلي»، ترجمة، 1986.
- «الليلة الأخيرة»، للكاتب الروسي فلاديمير ماياكوفسكي، ترجمة، 1987.
- «فلسطين في ذاكرة العالم»، 1987.
- «رسالة إلى أصدقائي»، ترجمة، 1987.
- «قاموس السينما الصهيونية»، 1988.
- «ماركو فالدو»، للكاتب إيتالو كالفينو، رواية مترجمة، 1988.
- «قرارات إسرائيل المصيرية»، ترجمة، 1988.
- «ألعاب اللياقة والمرح للأطفال»، ترجمة، 1988.
- «ضد أمريكا»، ترجمة وإعداد، 1989.
- «مجنون على السطح»، ترجمة، 1989.
- «رحلة إلى فلسطين»، للكاتب نيكوس كازانتزاكيس، ترجمة، 1990.
- «رحلة إلى مصر: الوادي وسيناء»، للكاتب نيكوس كازانتزاكيس، ترجمة، 1991.
- «درع الصحراء والنظام العالمي الجديد»، ترجمة، 1991.
- «النهر والبحر وما بينهما: السيرة الناقصة»، مجموعة شعرية، 1992.
- «سيرة عزيز نيسين».

وغيرها من المؤلفات.

## قالوا عنها
- الكاتب محمد أحمد الظاهر قال عنها: «كانت امرأة من طراز فريد».[8]
- ذكرت مجلة «الموقف الأدبي» الصادرة عن اتحاد الكتاب العرب عام 1996، أن «ترجمات منية سمارة وغيرها من الأدباء قد أغنت المكتبة العربية بعدد رائع ومهم من الكتب الأجنبية المترجمة».[9]

## وصلات خارجية
- منية سمارة على موقع أرشيف الشارخ.
- منية سمارة على موقع قاعدة بيانات الأفلام العربية
- منية سمارة على موقع المكتبة المفتوحة (الإنجليزية)